# Първенци
Първенци е село в Южна България. То се намира в община Кирково, област Кърджали.

## География
Село Първенци се намира в район с хълмисто-предпланински релеф на надморска височина около 430 м, близо до язовир Мъглене. Отстои на 21 км северозападно от Кирково, на 59 км югозападно от Кърджали, на 21 км североизточно от Златоград и на около 299 км югоизточно от столицата София. Село Бенковски е разположено само на 6 км в посока юг.

## Население
Преброяване на населението през 2011 г.
Численост и дял на етническите групи според преброяването на населението през 2011 г.:
|                     | Численост | Дял (в %) |
| Общо                | 24        | 100,00    |
| Българи             | 0         | 0,00      |
| Турци               | 24        | 100,00    |
| Цигани              | 0         | 0,00      |
| Други               | 0         | 0,00      |
| Не се самоопределят | 0         | 0,00      |
| Неотговорили        | 0         | 0,00      |